# Biscoe, North Carolina
Biscoe, North Carolina (енгл. Biscoe) град је у америчкој савезној држави Северна Каролина.

## Демографија
По попису из 2010. године број становника је 1.700, што је 0 (0,0%) становника више него 2000. године.
| Група             | 2000.       | 2010.       |
| Белци             | 859 (50,5%) | 722 (42,5%) |
| Афроамериканци    | 416 (24,5%) | 348 (20,5%) |
| Азијати           | 10 (0,6%)   | 13 (0,8%)   |
| Хиспаноамериканци | 395 (23,2%) | 604 (35,5%) |
| Укупно            | 1.700       | 1.700       |